# جیک لاموتا
جیاکوب لاموتا (به انگلیسی: Giacobbe LaMotta) معروف به جِیک لاموتا (۱۰ ژوئیه ۱۹۲۲–۱۹ سپتامبر ۲۰۱۷) بوکسور سابق ایتالیایی‌تبار آمریکایی بود که قهرمان دسته میان‌وزن (۷۲٬۶۴ کیلو) بوکس حرفه‌ای از ۱۹۴۹ تا ۱۹۵۱ بود. رابرت دنیرو در فیلم گاو خشمگین اثر مارتین اسکورسیزی زندگی او را به تصویر کشیده‌ است.
استقامت و خشونت او در رینگ لقب گاو برانکس یا گاو خشمگین را برایش به ارمغان آورده بود. کم‌دقتی او باعث می‌شد تا معمولاً در ابتدای مسابقه چندین ضربه سنگین را از حریف دریافت کند و سپس خشم خود را متوجه حریف می‌کرد. رقبای لاموتا در ۱۰۶ مبارزه حرفه‌ای او هیچگاه نتوانستند او را ناک اوت کنند. او از سال ۱۹۴۱ وارد دنیای بوکس حرفه‌ای شد. در سال ۱۹۴۳ اولین شکست شوگر ری رابینسون را رقم زد که تا آن زمان رکورد ۴۰ برد و بدون باخت داشت. البته آن‌ها ۶ مسابقه با هم دادند که پنج مسابقه دیگر را رابینسون برنده شد. در ۱۹۴۹ با شکست مارسل سردان قهرمان دسته میان‌وزن شد و دو بار از عنوان خود دفاع کرد تا این‌که در ۱۹۵۱ مغلوب ری رابینسون شد. او در ۱۹۵۴ با ۸۹ پیروزی (۳۰ ناک اوت)، ۱۹ باخت و ۴ تساوی از ورزش حرفه‌ای خداحافظی کرد.
وی در سال ۱۹۲۲ در خانواده‌ای ایتالیایی-آمریکایی در محله فقیرنشین برانکس در نیویورک متولد شد و از کودکی پدرش او را مجبور به جنگ با کودکان دیگران برای سرگرم شدن اهالی محله و دریافت پول برای پرداخت اجاره منزل خود می‌کرد.
لاموتا در فهرست بهترین بوکسورهای حرفه‌ای هشتاد سال اخیر مجله رینگ در رتبه ۵۲ قرار گرفته‌است.
توانایی مثال‌زدنی در تحمل ضربات سنگین حریفان، بی‌رحمی و خشونت در هنگام مسابقه، مبارزه از فاصله نزدیک و فیزیک بدنی لاغر، اما عضلانی از ویژگی‌های این بوکسور ۱۷۳ سانتی‌متری بود. جیک لاموتا پس از خروج از بوکس حرفه‌ای در بیش از ۱۵ فیلم سینمایی از جمله بیلیاردباز ظاهر شد و در تولید فیلم گاو خشمگین در مورد زندگی خود هم به عنوان مشاور مشارکت داشت.